# قائمة البعثات الدبلوماسية اللبنانية

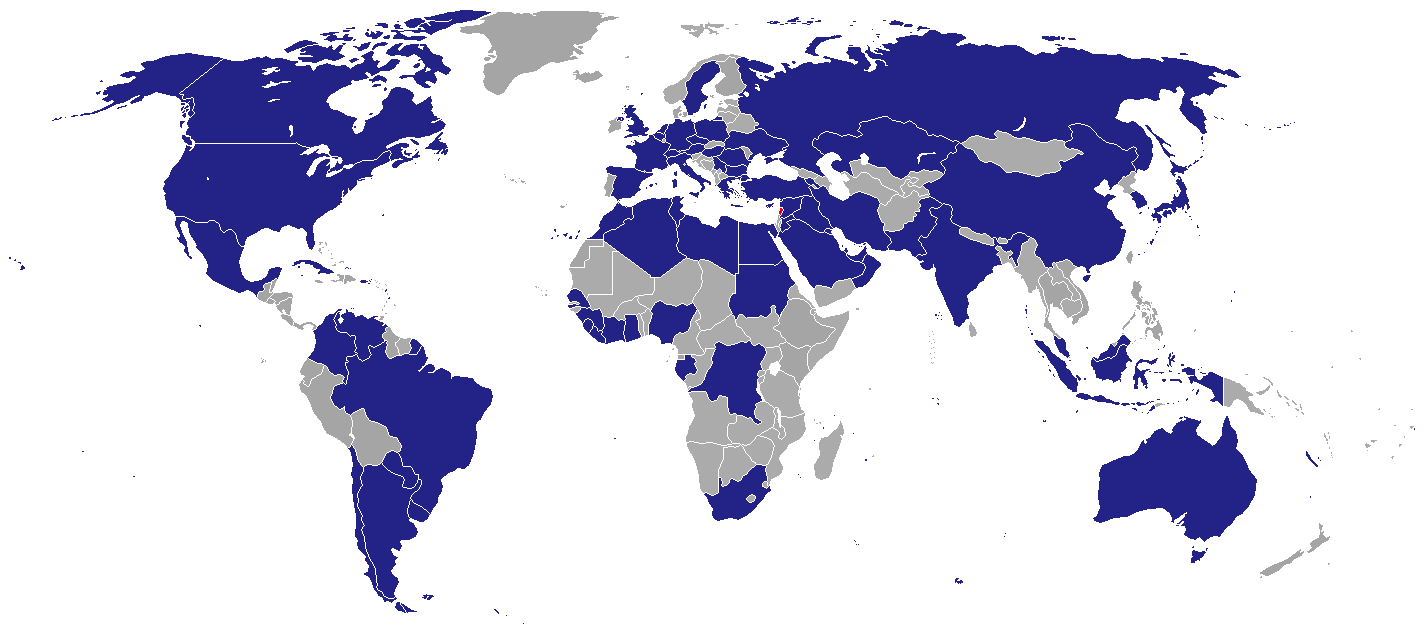
البعثات الدبلوماسية في لبنان.

قائمة البعثات الدبلوماسية في لبنان ، باستثناء القنصليات الفخرية.

## أفريقيا
- الجزائر
  - الجزائر (سفارة)

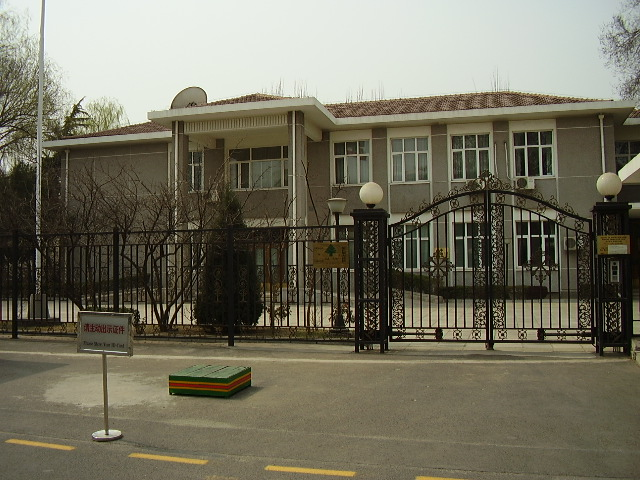
سفارة لبنان في بكين

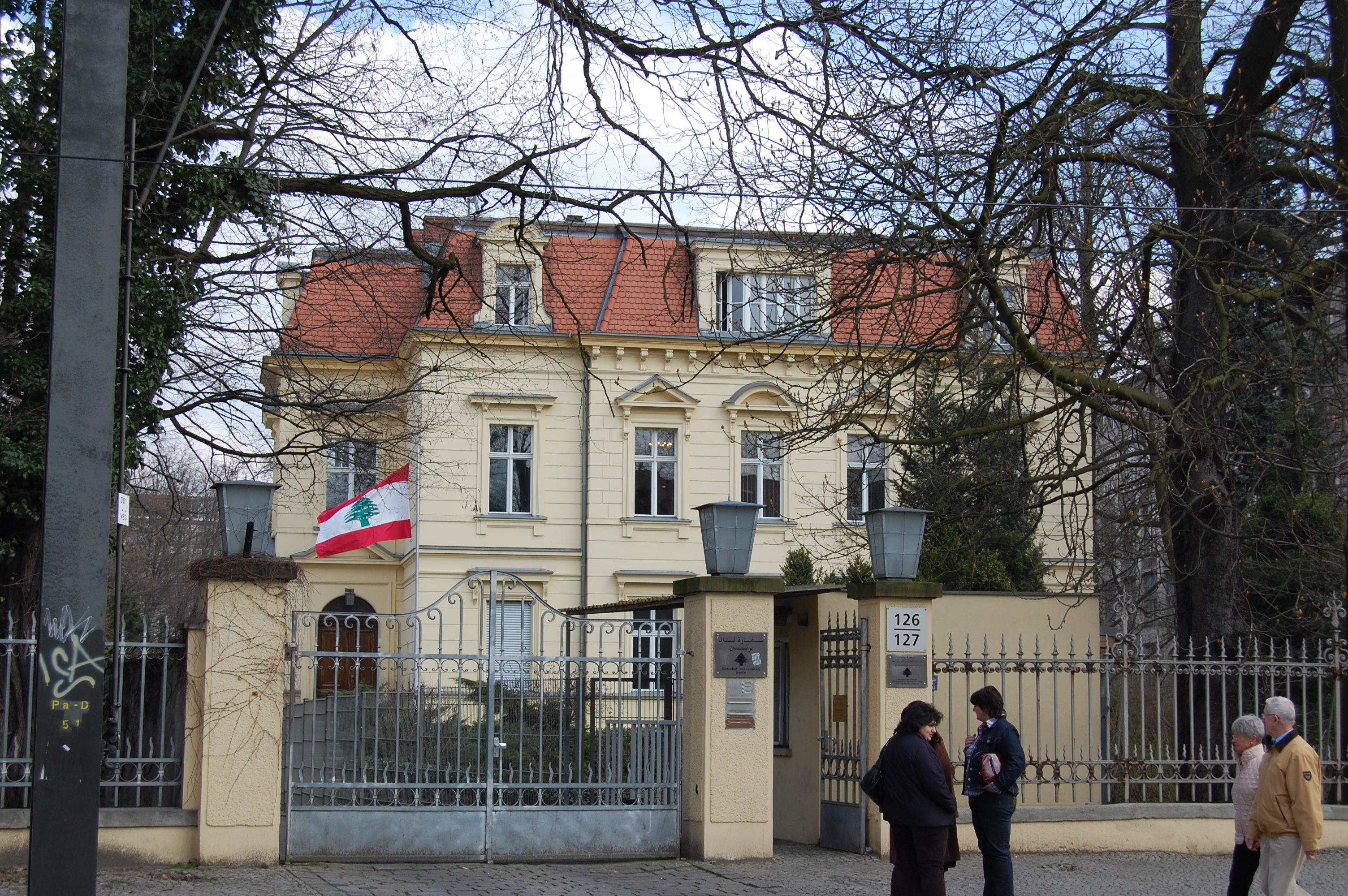
سفارة لبنان في برلين

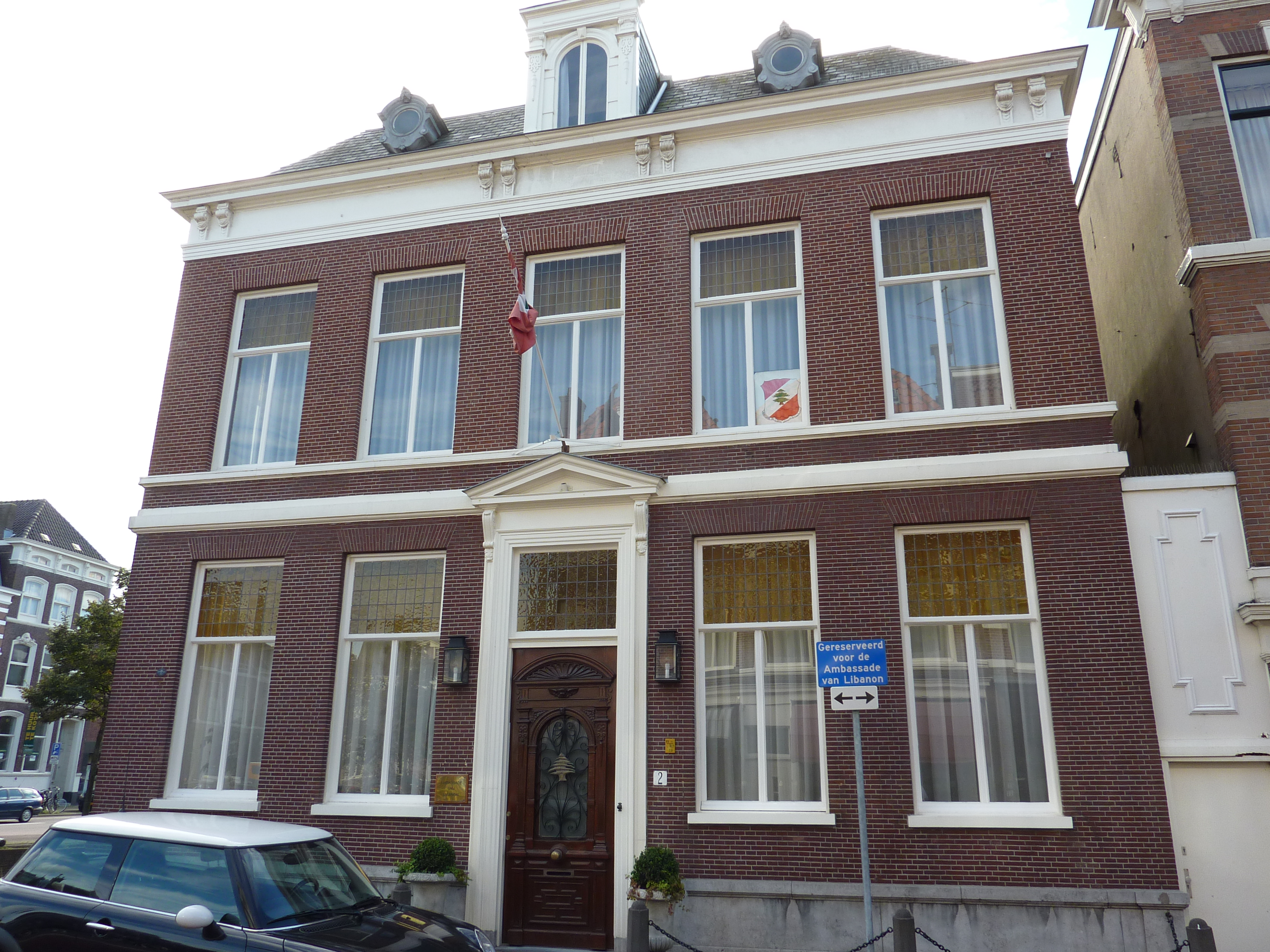
سفارة لبنان في لاهاي

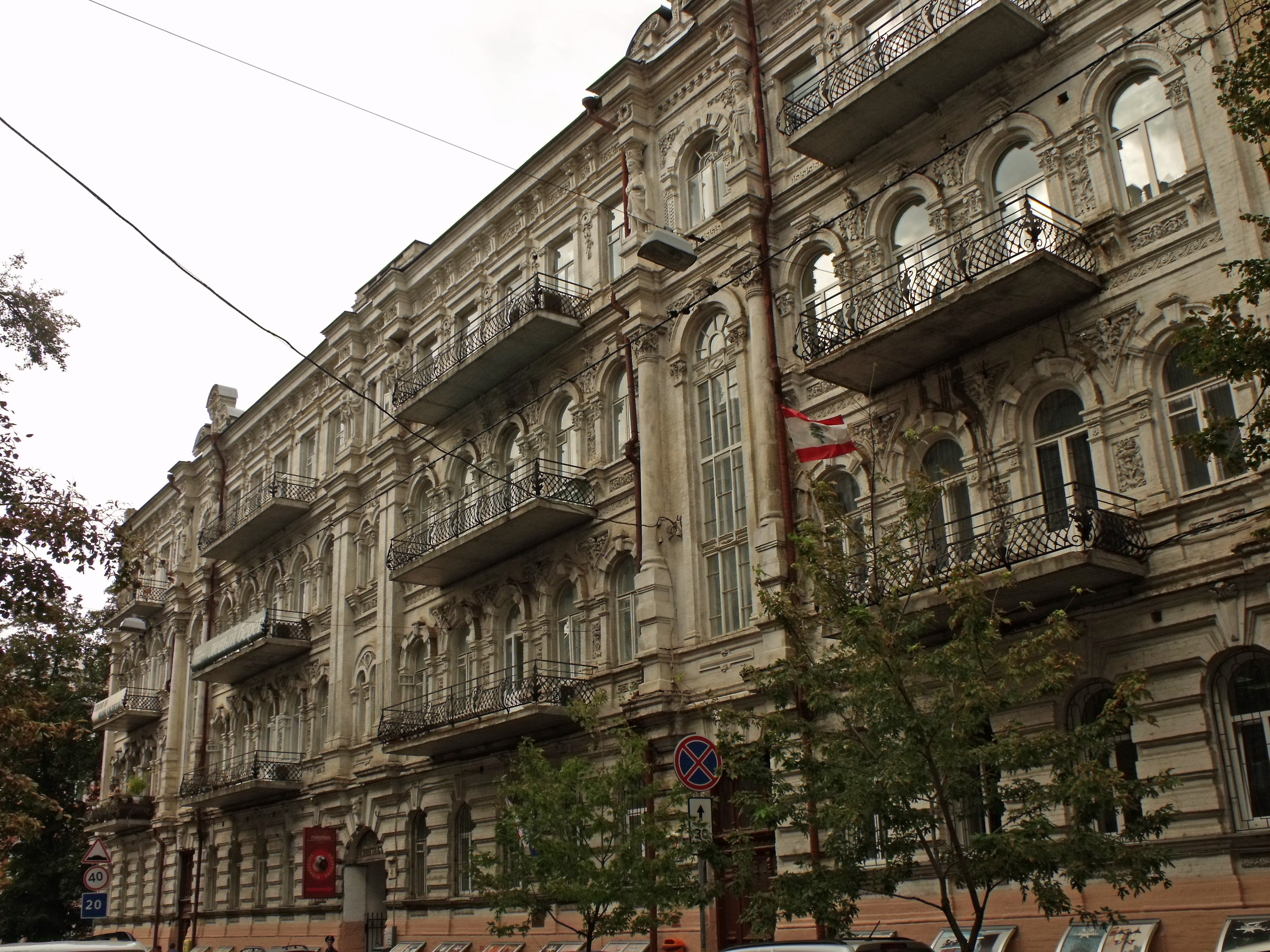
سفارة لبنان في كييف

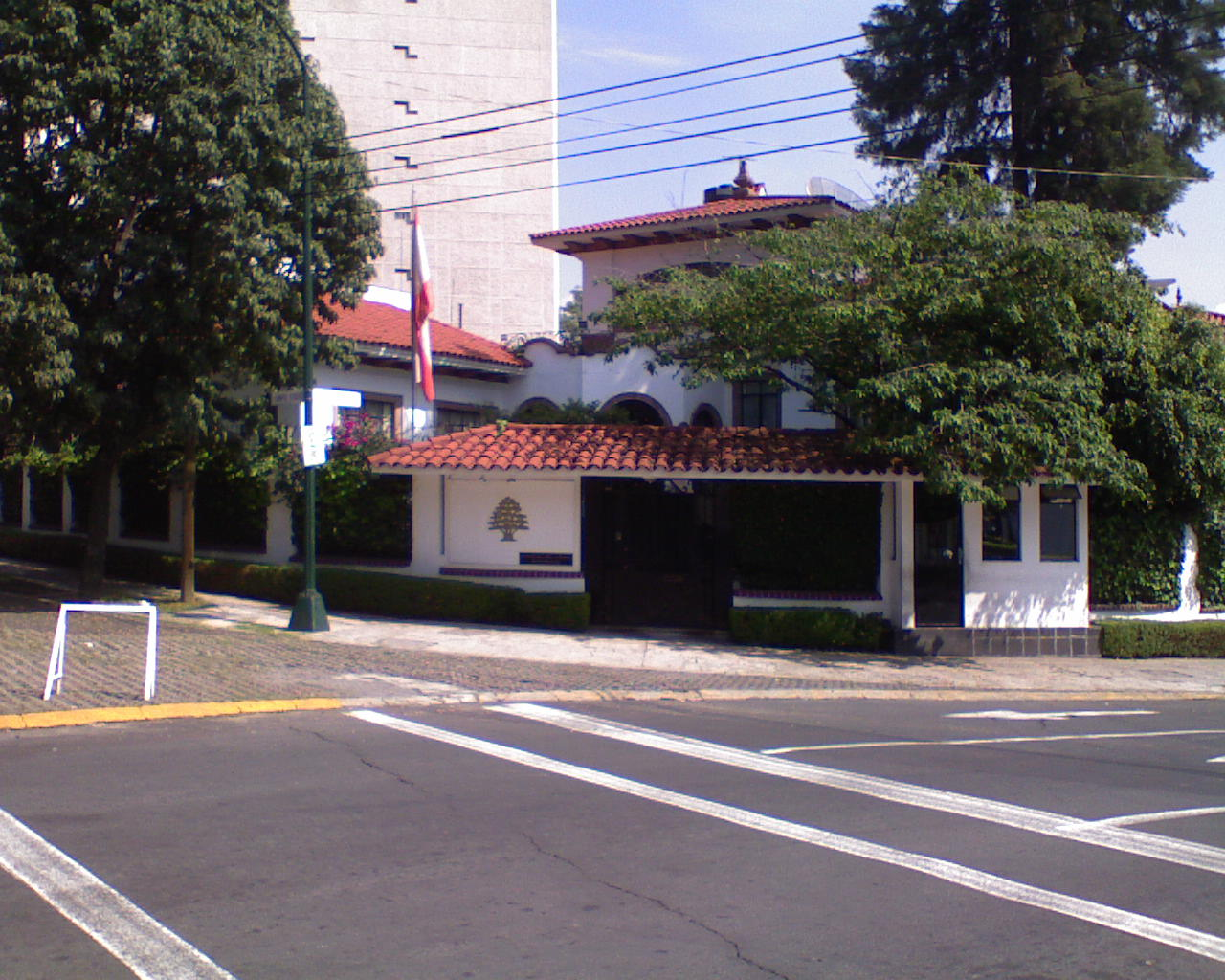
سفارة لبنان في مكسيكو سيتي

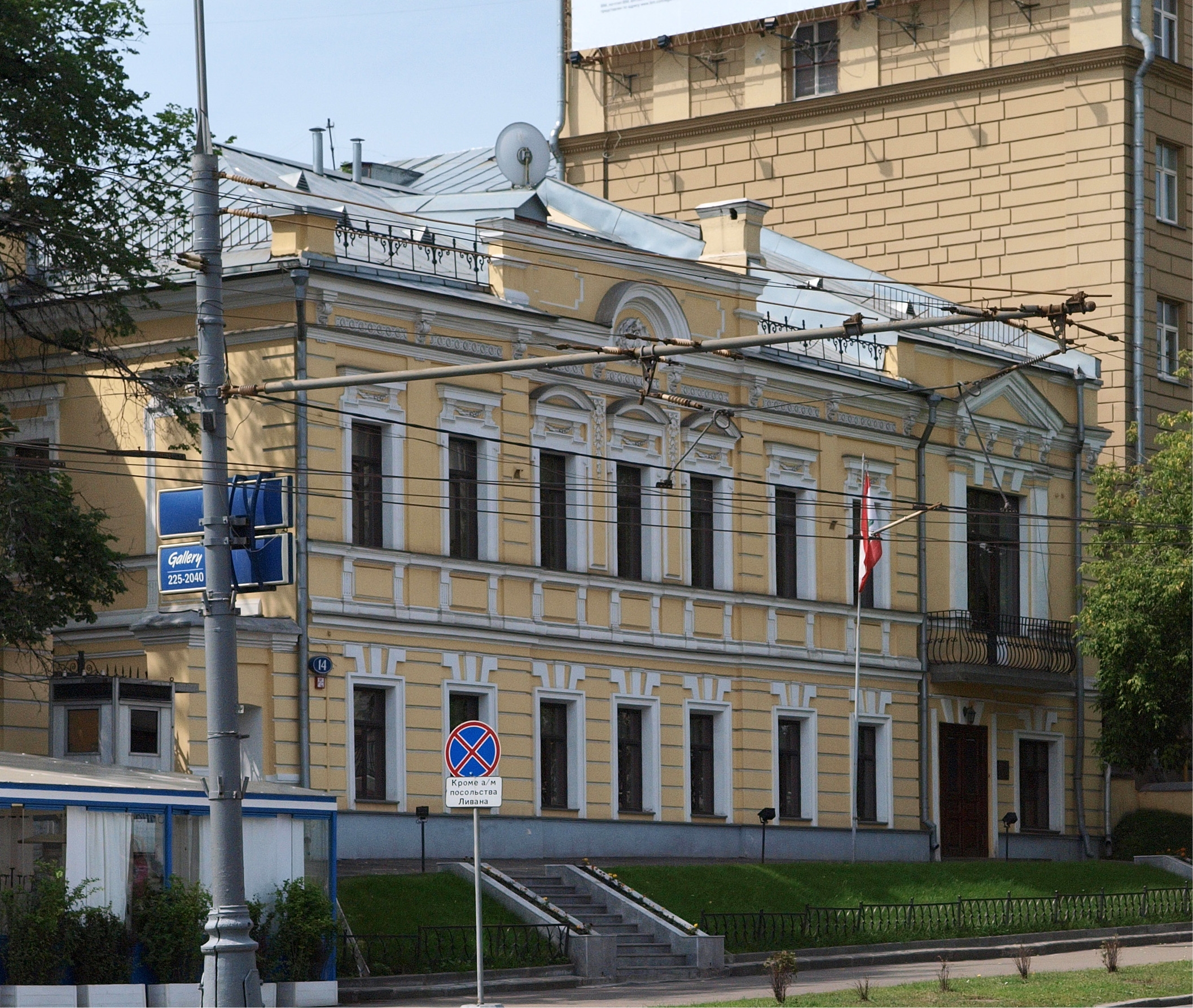
سفارة لبنان في موسكو

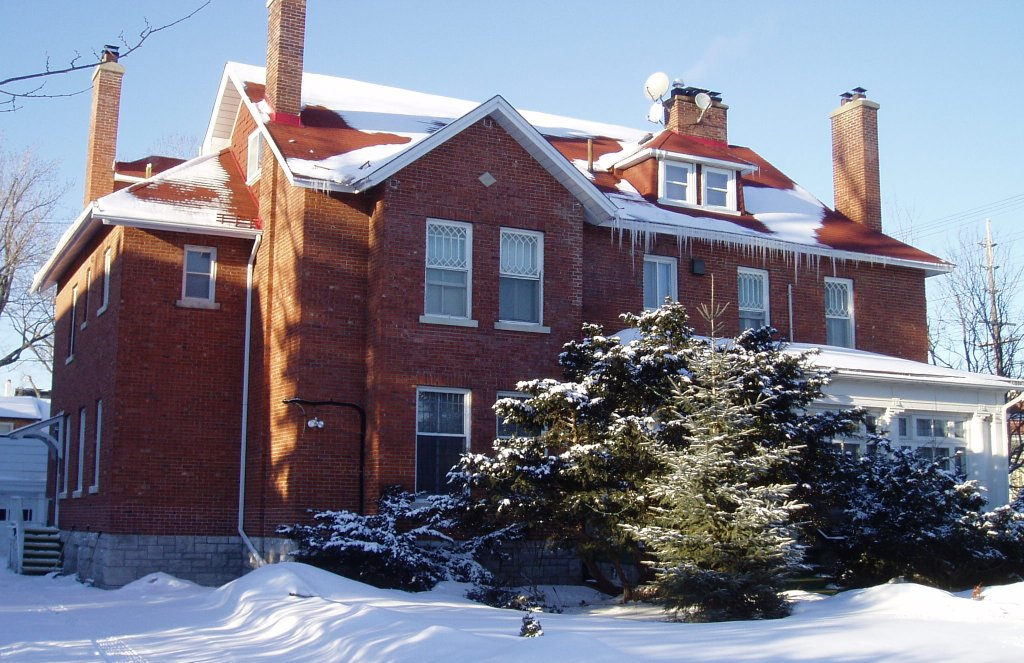
سفارة لبنان في أوتاوا

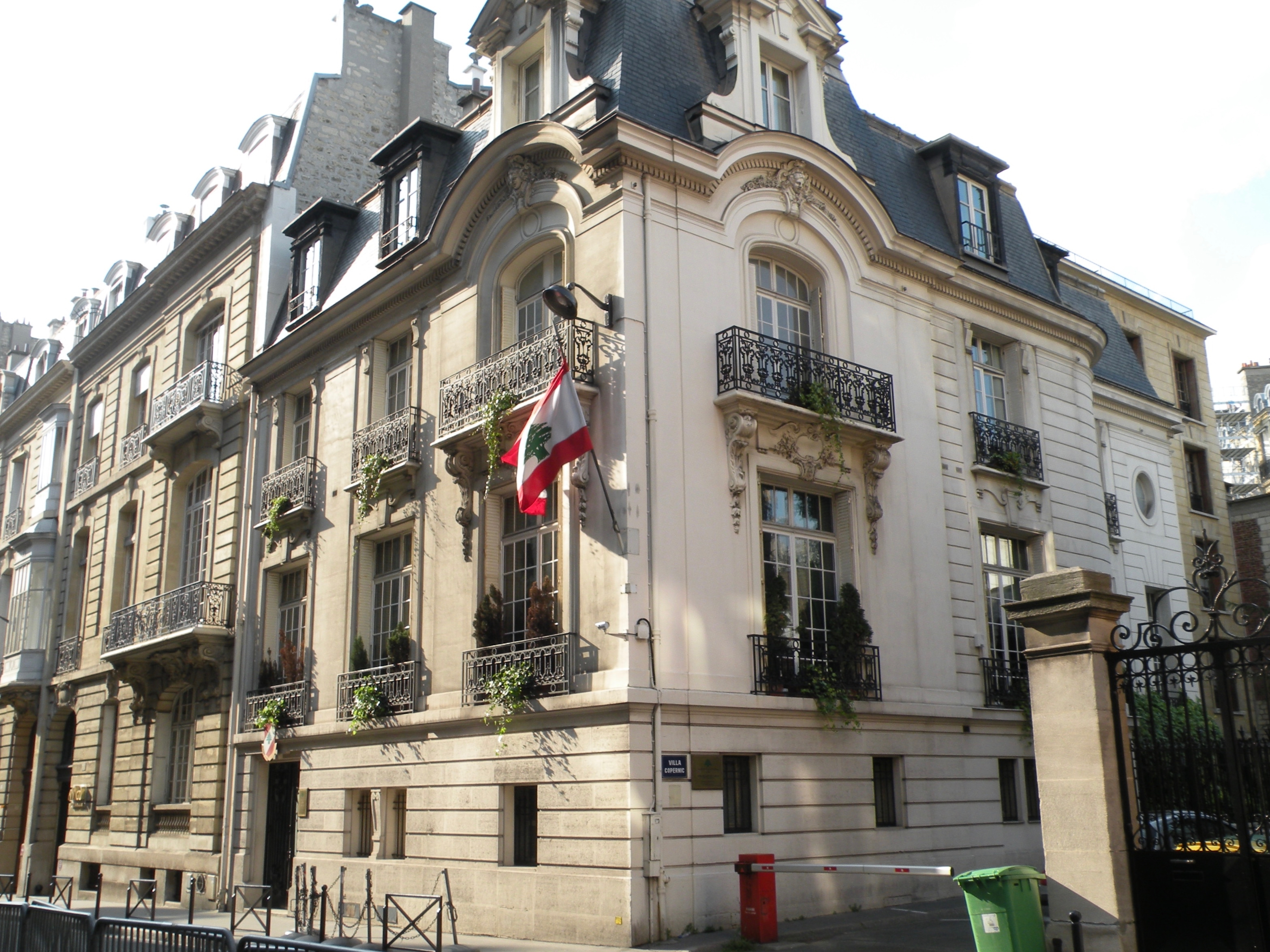
سفارة لبنان في باريس

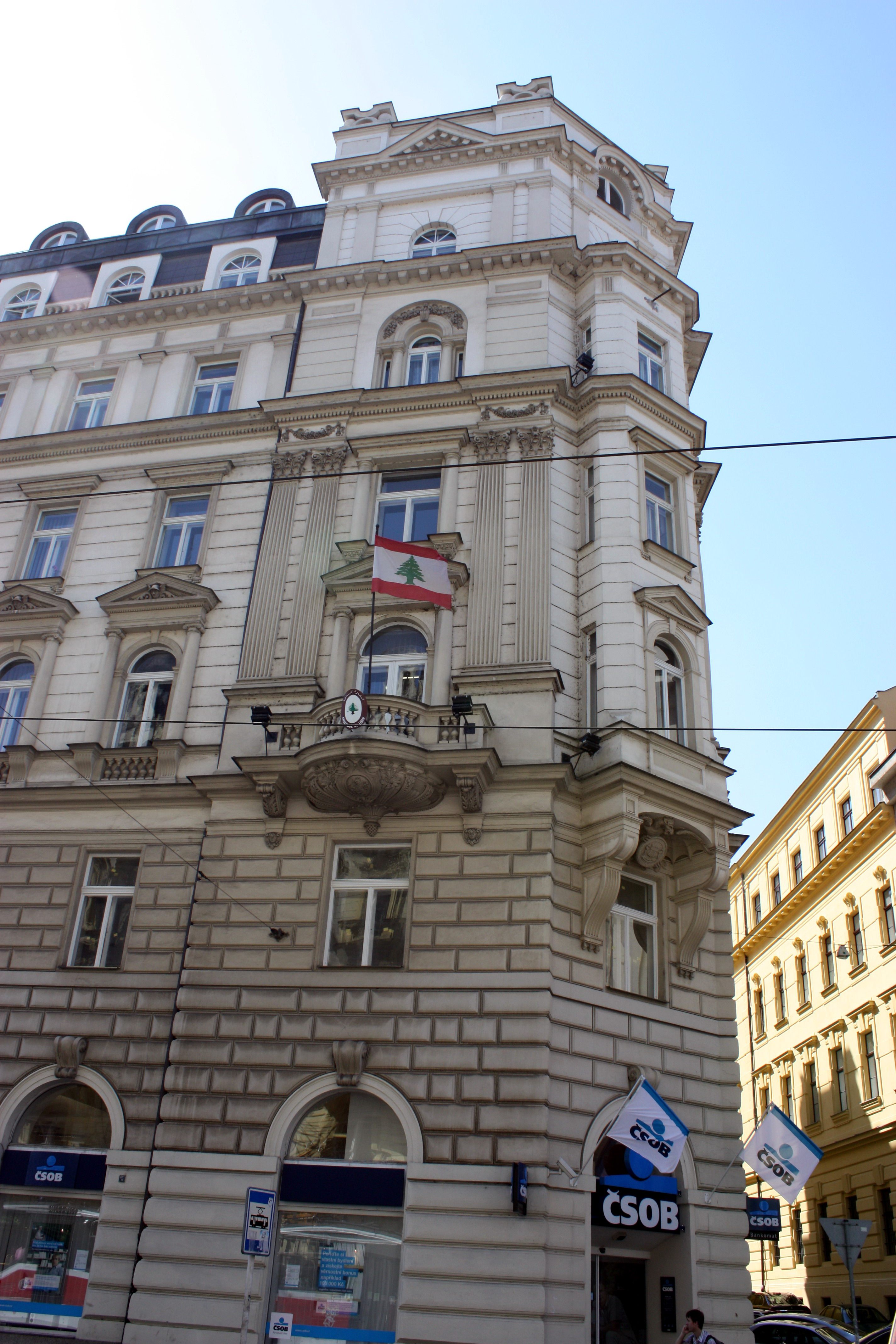
سفارة لبنان في براغ

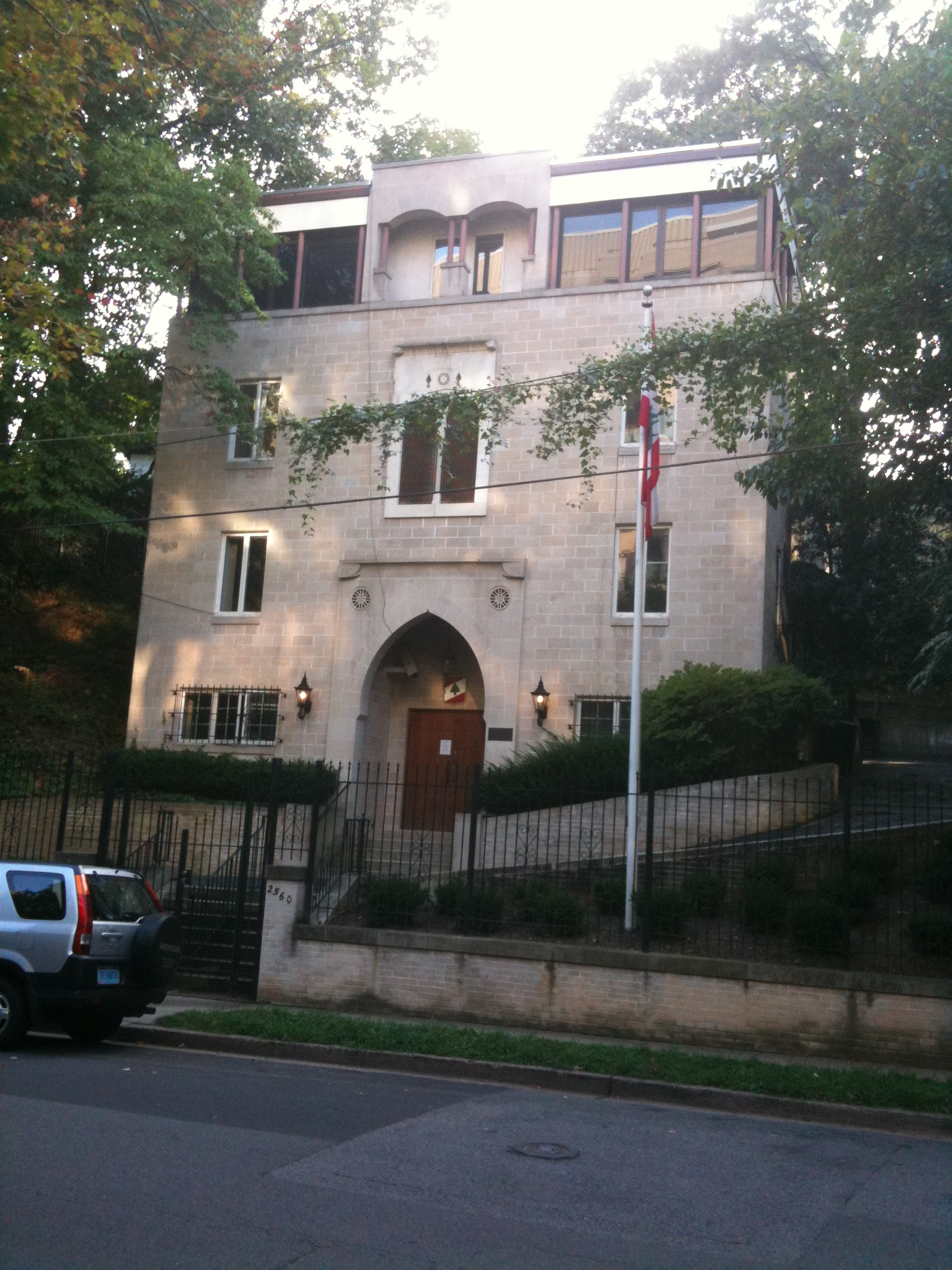
سفارة لبنان في واشنطن

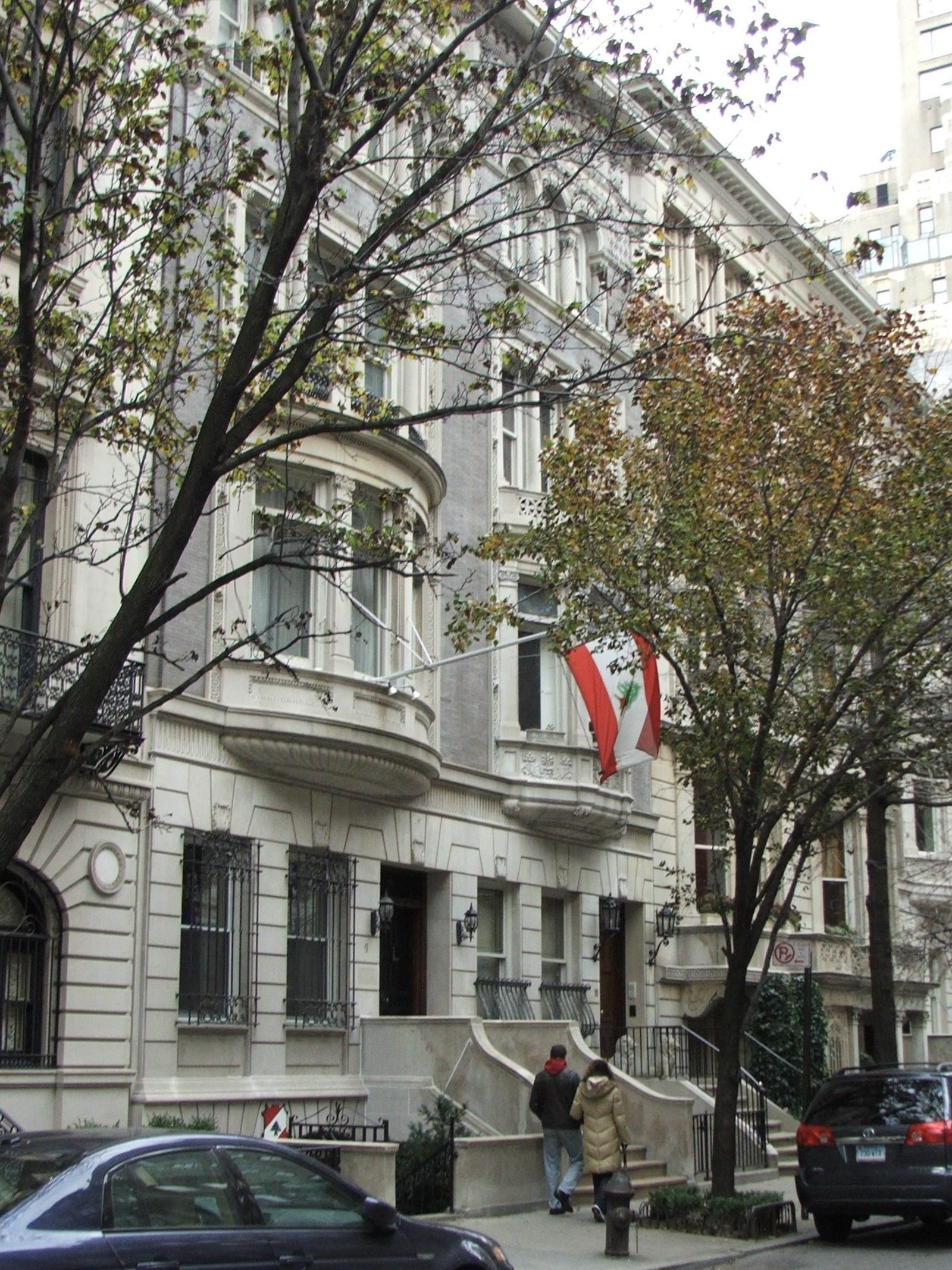
القنصلية العامة للبنان في نيويورك

- جمهورية الكونغو الديمقراطية
  - كينشاسا (سفارة)
- مصر
  - القاهرة (سفارة)
  - الاسكندرية (قنصلية عامة)
- الغابون
  - ليبرفيل (سفارة)
- غانا
  - أكرا (سفارة)
- غينيا
  - كوناكري (سفارة)
- ساحل العاج
  - أبيدجان (سفارة)
- ليبيريا
  - مونروفيا (سفارة)
- ليبيا
  - طرابلس (سفارة)
- المغرب
  - الرباط (سفارة)
- نيجيريا
  - أبوجا (سفارة)
  - لاغوس (قنصلية عامة)
- السنغال
  - داكار (سفارة)
- سيراليون
  - فريتاون (سفارة)
- جنوب أفريقيا
  - بريتوريا (سفارة)
- السودان
  - الخرطوم (سفارة)
- تونس
  - تونس (سفارة)

## الأمريكتان
- الأرجنتين
  - بوينس آيرس (سفارة)
- البرازيل
  - برازيليا (سفارة)
  - ريو دي جانيرو (قنصلية عامة)
  - ساو باولو (قنصلية عامة)
- كندا
  - أوتاوا (سفارة)
  - مونتريال (قنصلية عامة)
- تشيلي
  - سانتياغو (سفارة)
- كولومبيا
  - بوغوتا (سفارة)
- كوبا
  - هافانا (سفارة)
- المكسيك
  - مدينة مكسيكو (سفارة)
- باراغواي
  - أسونسيون (سفارة)
- الولايات المتحدة
  - واشنطن العاصمة (سفارة)
  - ديترويت (قنصلية عامة)
  - هيوستن (قنصلية عامة)
  - لوس أنجلوس (قنصلية عامة)
  - نيويورك (قنصلية عامة)
- الأوروغواي
  - مونتيفيديو (سفارة)
- فنزويلا
  - كاراكاس (سفارة)

ٱلْحَمْدُ لِلَّٰهِ.

## آسيا
- أرمينيا
  - يريفان (سفارة)
- البحرين
  - المنامة (سفارة)
- الصين
  - بكين (سفارة)
- الهند
  - نيودلهي (سفارة)
- إندونيسيا
  - جاكرتا (سفارة)
- إيران
  - طهران (سفارة)
- العراق
  - بغداد (سفارة)
  - النجف (قنصلية عامة)
- اليابان
  - طوكيو (سفارة)
- الأردن
  - عمان (سفارة)
- كازاخستان
  - نور سلطان (سفارة)
- الكويت
  - مدينة الكويت (سفارة)
- ماليزيا
  - كوالالمبور (سفارة)
- عمان
  - مسقط (سفارة)
- باكستان
  - اسلام اباد (سفارة)
- قطر
  - الدوحة (سفارة)
- السعودية
  - الرياض (سفارة)
  - جدة (قنصلية عامة)
- كوريا الجنوبية
  - سيول (سفارة)
- سوريا
  - دمشق (سفارة)
- تركيا
  - أنقرة (سفارة)
  - اسطنبول (قنصلية عامة)
- الإمارات العربية المتحدة
  - أبو ظبي (سفارة)
  - دبي (قنصلية عامة)
- اليمن
  - صنعاء (سفارة)

## أوروبا
- النمسا
  - فيينا (سفارة)
- بلجيكا
  - بروكسل (سفارة)
- بلغاريا
  - صوفيا (سفارة)
- قبرص
  - نيقوسيا (سفارة)
- التشيك
  - براغ (سفارة)
- فرنسا
  - باريس (سفارة)
  - مرسيليا (قنصلية عامة)
- ألمانيا
  - برلين (سفارة)
- اليونان
  - أثينا (سفارة)
- الفاتيكان
  - روما (سفارة) [note 1]
- المجر
  - بودابست (سفارة)
- إيطاليا
  - روما (سفارة)
  - ميلان (قنصلية عامة)
- مملكة هولندا
  - لاهاي (سفارة)
- بولندا
  - وارسو (سفارة)
- رومانيا
  - بوخارست (سفارة)
- الاتحاد الروسي
  - موسكو (سفارة)
- صربيا
  - بلغراد (سفارة)
- إسبانيا
  - مدريد (سفارة)
- السويد
  - ستوكهولم (سفارة)
- سويسرا
  - برن (سفارة)
- أوكرانيا
  - كييف (سفارة)
- المملكة المتحدة
  - لندن (سفار)

## أوقيانوسيا
- أستراليا
  - كانبرا (سفارة)
  - ملبورن (قنصلية عامة)
  - سيدني (قنصلية عامة)

## المنظمات المتعددة الأطراف
- بروكسل (بعثة إلى الاتحاد الأوروبي )
- القاهرة (البعثة الدائمة لجامعة الدول العربية )
- جنيف (البعثة الدائمة لدى الأمم المتحدة وغيرها من المنظمات الدولية)
- نيويورك (البعثة الدائمة لدى الأمم المتحدة )
- باريس (البعثة الدائمة لليونسكو )